# Булдович, Роман Елисеевич
Роман Елисеевич Булдович (1 октября 1902, село Мошорино Александрийского уезда Херсонской губернии, теперь Кропивницкий район Кировоградской области — 29 августа 1985 года, город Киев) — советский деятель органов государственной безопасности, председатель Черновицкого облисполкома. Депутат Верховного Совета УССР 3-го созыва.

## Биография
Родился в семье крестьянина. В 1914 году окончил двуклассную школу в селе Мошорино.
В мае 1914 — сентябре 1919 г. — ученик слесаря Саблино-Знаменского сахарного завода в селе Знаменка Мошоринской волости. В сентябре 1919 — марте 1920 г. — продовольственный агент Александрийского уездного продовольственного комитета в городе Новая Прага. В марте — августе 1920 г. — слесарь Саблино-Знаменского сахарного завода.
Член РКП(б) с июля 1920 года.
В августе 1920 — марте 1923 г. — доброволец-курсант 8-х Сибирских кавалерийских курсов в городе Бийске Алтайской губернии.
В апреле 1923 — июле 1924 г. — слесарь Саблино-Знаменского сахарного завода. В июле 1924 — сентябре 1925 г. — председатель заводского комитета Шполянского сахарного завода Шевченковского округа. В сентябре 1925 — январе 1928 г. — директор Матусовского сахарного завода Шевченковского округа.
В январе — октябре 1928 г. — слушатель школы красных директоров в Москве.
В январе 1928 — январе 1932 г. — директор Романского сахарного завода Березовского района Центрально-Чернозёмной области РСФСР. В январе 1932 — апреле 1934 г. — директор Благодатского сахарного завода имени Куйбышева города Рыльска Центрально-Чернозёмной области РСФСР. В апреле 1934 — августе 1937 г. — директор сахарного завода имени Калинина села Тёткіно Глушковского района Курской области РСФСР.
В августе 1937 — декабре 1938 г. — директор Сахарсвеклотреста в городе Одессе. В 1938 году окончил заочно три курса Промышленной академии имени Сталина в Москве.
В декабре 1938 — октябре 1941 г. — 1-й заместитель председателя исполнительного комитета Одесского областного совета депутатов трудящихся.
Участник Великой Отечественной войны с 1941 года. В октябре 1941—1942 г. — начальник оперативной группы Военного совета Черноморской группы войск, заместитель начальника по политической части Интендантского управления Черноморской группы войск. До декабря 1942 г. — комиссар управления тыла Забайкальского фронта. В январе — апреле 1943 г. — член Военного Совета 47-й армии Северо-Кавказского фронта. В апреле — декабре 1943 г. — член Военного Совета 18-й десантной армии Северо-Кавказского фронта. В январе 1944 — мае 1946 г. — член Военного Совета 27-й армии 1-го, 2-го, 3-го Украинских фронтов. В мае — августе 1946 г. — в распоряжении ЦК КП(б)У.
В августе 1946 — августе 1948 г. — 1-й заместитель председателя исполнительного комитета Харьковского областного совета депутатов трудящихся.
В августе 1948 — апреле 1950 г. — председатель исполнительного комитета Черновицкого областного совета депутатов трудящихся.
В апреле 1950 — мае 1951 г. — слушатель курсов первых секретарей обкомов при ЦК ВКП(б).
В июне 1951 — феврале 1952 г. — начальник Переселенческого управления при Совете министров Украинской ССР.
25 января 1952 — 16 марта 1953 г. — заместитель министра государственной безопасности Украинской ССР.
27 мая 1953 года — 16 июля 1954 г. — заместитель министра внутренних дел Украинской ССР.
16 июля 1954 — май 1960 г. — 1-й заместитель министра внутренних дел Украинской ССР.
В мае 1960—1970 г. — начальник Управления внутренних войск МВД Украинской ССР и Молдавской ССР.
С 1970 г. — на пенсии в городе Киеве.

## Звания
- генерал-майор (19.04.1945)
- генерал-лейтенант внутренней охраны (1.11.1967)

## Награды
- орден Ленина (1.08.1936)
- орден Трудового Красного Знамени (23.01.1948)
- орден Кутузова 2-й ст. (13.09.1944)
- орден Богдана Хмельницкого 1-й ст. (28.04.1945)
- орден Красного Знамени (26.04.1944)
- три ордена Отечественной войны 1-й ст. (18.09.1943, 24.04.1944, 11.03.1985)
- 16 медалей
- знак «50 лет пребывания в КПСС»